# حسن أباد سنغ مكي (أرزوئية)
حسن أباد سنغ مکي (بالفارسية: حسن‌آباد سنگ مکی) هي قرية تقع في إيران في Arzuiyeh Rural District. يقدر عدد سكانها بـ 31 نسمة .